# شش‌پایان
زیرشاخهٔ شِش‌پایان (Hexapoda) (برابر تازه فرهنگستان: شش‌پاوندان) بزرگ‌ترین گروه از بندپایان را تشکیل می‌دهد و شامل اکثر گونه‌های بندپایان موجود است. شش‌پایان به خاطر مشخصه بارزشان نامگذاری شده‌اند: یک طرح بدن سه قسمتی با یک سینه به هم پیوسته و سه جفت پا. بیشتر بندپایان دیگر بیش از سه جفت پا دارند. اکثر مطالعات اخیر شش‌پایان را به عنوان زیرگروهی از سخت پوستان شناسایی کرده‌اند.
بدن شش‌پایان از سه قسمت مشخص سر و سینه و شکم تشکیل شده است؛ این جانوران یک جفت شاخک دارند و ضمائم دهانی آن‌ها براساس عادات مختلف غذایی تغییر شکل یافته است؛ سینهٔ آن‌ها معمولاً با دو جفت بال و سه جفت پای مفصلی مشخص می‌شود و دگردیسی کامل یا ناقص دارند.
این زیرشاخه شامل گروه تاج حشراتInsecta و همچنین رده بسیار کوچکتر درون‌آرواره‌دارانEntognatha است که شامل سه گروه از بندپایان بدون بال هستند که قبلاً به عنوان حشرات در نظر گرفته می‌شدند: دم‌فنری‌ها Collembola، سرقیفی‌ها Protura و دودُنبی‌ها Diplura. حشرات و دم‌فنری‌ها بسیار فراوان هستند و از مهم‌ترین گرده‌افشان‌ها، مصرف‌کنندگان پایه، لاشه‌خواران/پوده‌خواران و شکارچیان خرد در محیط‌های خشکی هستند.

## ریخت‌شناسی
شش‌پایان دارای بدن‌هایی با طول ۰٫۵ میلی‌متر تا بیش از ۳۰۰ میلی‌متر هستند که به سر قدامی، سینه و شکم خلفی تقسیم می‌شوند. سر از یک پایانک (آکرون) پیش‌قطعه‌ای تشکیل شده است که معمولاً دارای چشم است (در سرقیفی‌ها و دودُنبی‌ها وجود ندارد) و به دنبال آن شش قطعه وجود دارد که همگی محکم به هم چسبیده‌اند و دارای زائده‌های زیر می‌باشند:
قطعه اول. هیچ‌کدام
قطعه دوم. شاخک (حسی)، در سرقیفی‌ها وجود ندارد
قطعه سوم. هیچ‌کدام
قطعه چهارم. آرواره پایین (آرواره‌های خردکننده)
قطعه پنجم. آرواره بالا (آرواره‌های جویدنی)
قطعه ششم. لب پایین
دهان بین بخش‌های چهارم و پنجم قرار دارد و توسط برآمدگی از ششم به نام لابروم (لب بالا) پوشیده شده است. در حشرات واقعی (رده حشرات) قطعات دهانی در معرض دید قرار دارند یا اصطلاحاً برون‌آرواره (اکتوگنات) هستند، در حالی که در گروه‌های دیگر آنها در پوشش هستند یا درون‌آروارهendognathous. زائده‌های مشابهی روی سر هزارپایان و سخت‌پوستان یافت می‌شود، اگرچه سخت‌پوستان دارای آنتن‌های ثانویه هستند.
کولمبولان‌ها و دیپلوران‌ها دارای شاخک‌های قطعه قطعه هستند. هر بخش مجموعه ماهیچه‌های خاص خود را دارد. شاخک حشرات فقط از سه بخش تشکیل شده است. ماهیچه‌ها فقط در دو بخش اول وجود دارند. بخش سوم که تاژک است، هیچ ماهیچه‌ای ندارد و از تعداد مختلفی آنولی تشکیل شده است؛ بنابراین به این نوع شاخک، شاخک حلقه‌ای می‌گویند. اندام جانستون که روی پایه پا یافت می‌شود در درون‌آرواره‌داران وجود ندارد.
قفسه سینه از سه بخش تشکیل شده است که هر کدام یک جفت پا دارند. همان‌طور که مشخصه بندپایانی است که با زندگی در خشکی سازگار شده‌اند، هر پا فقط یک شاخه پیاده‌روی دارد که از پنج بخش تشکیل شده است، بدون شاخه‌های آبششی که در برخی دیگر از بندپایان یافت می‌شود و با آبشش روی بخش‌های شکمی برخی از حشرات آبزی نابالغ. در بیشتر حشرات، بخش‌های دوم و سوم قفسه سینه نیز از بال‌ها پشتیبانی می‌کنند. پیشنهاد شده است که اینها ممکن است با شاخه‌های آبشش سخت‌پوستان هم‌ساخت باشند، یا ممکن است از ضمائم خود بخش‌ها توسعه یافته باشند.
شکم شش‌پایان در بیشتر گونه‌ها طی فرآیندی به نام رشد اپی‌مورفیک شکل می‌گیرد، به این معنی که تمام بخش‌های شکم در پایان دوره جنینی تشکیل شده‌اند. با این حال، در گونه سرقیفی، رشد به صورت آنامورفیک است، یعنی نوزادان با بخش‌های شکمی ناقص متولد می‌شوند و با هر پوست‌اندازی، بخش‌های جدیدی به شکم آنها اضافه می‌شود تا به تعداد نهایی در بزرگسالی برسند. حشرات واقعی دارای یازده بخش شکمی هستند (که در بسیاری از گونه‌ها تعداد کمتری دارند)، اما در سرقیفی‌ها دوازده بخش و در دم‌فنری‌ها تنها شش بخش (و گاهی حتی چهار بخش) وجود دارد. زائده‌های روی شکم بسیار کوچک و محدود به اندام‌های تناسلی و در برخی موارد یک جفت شاخک حسی در انتهای بدن هستند.

## فرگشت

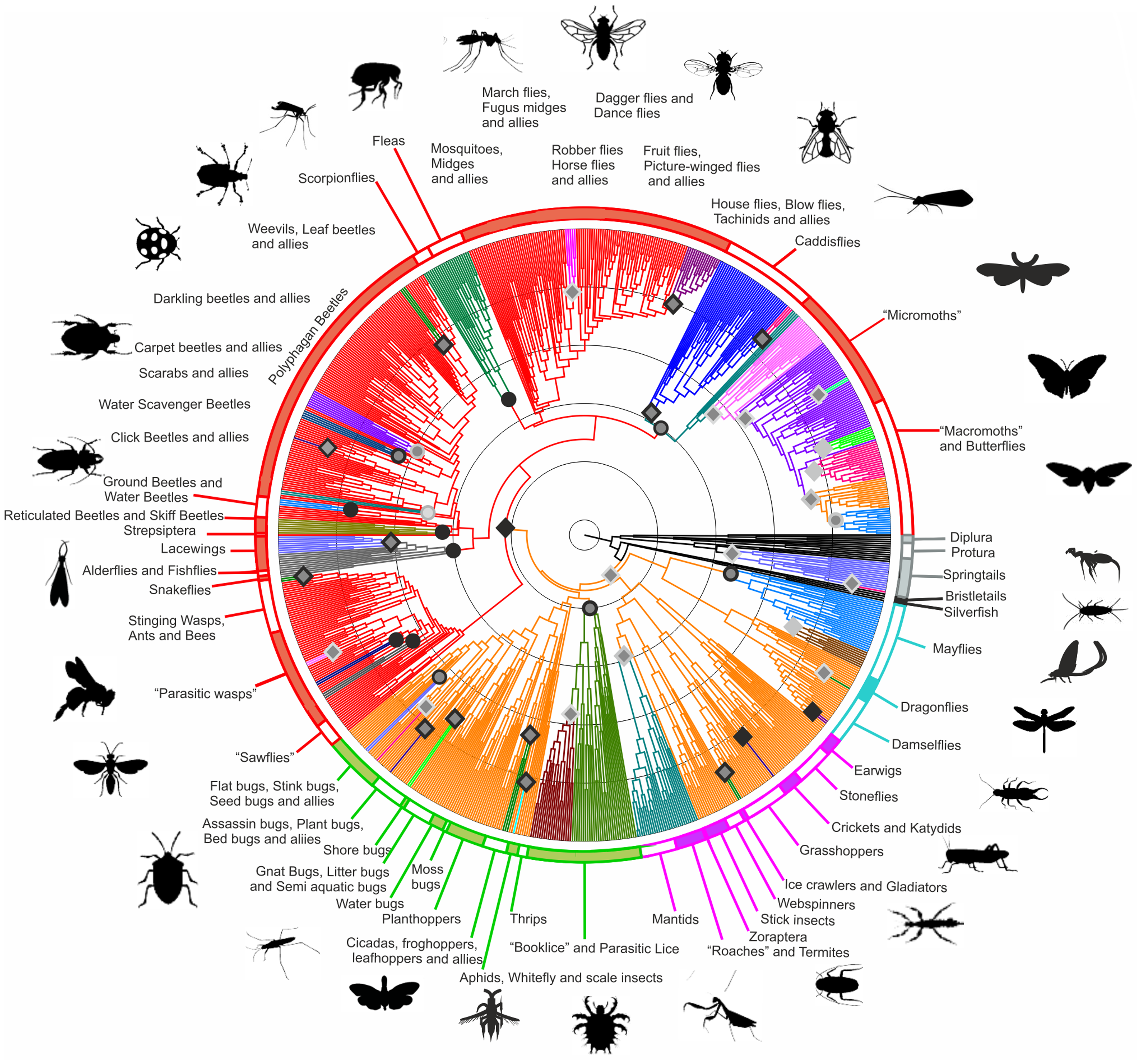
درخت تبارزایی شش‌پایان

در گذشته، تصور می‌شد که هزارپاها نزدیک‌ترین خویشاوندان شش‌پایان هستند، اما مطالعات مولکولی اخیر نشان می‌دهد که سخت‌پوستان ممکن است خویشاوندان نزدیکتری باشند. شش‌پایان احتمالاً در حدود ۴۴۰ میلیون سال پیش، در دوره سیلورین و همزمان با پیدایش گیاهان آوندی در خشکی، از دیگر بندپایان جدا شده‌اند.
در حال حاضر، سخت‌پوستان نزدیک‌ترین خویشاوند زنده شش‌پایان در نظر گرفته می‌شوند. روابط تکاملی بین گروه‌های مختلف شش‌پایان هنوز به‌طور کامل مشخص نشده است، اما فرضیه‌های مختلفی در این زمینه مطرح شده است. یکی از جدیدترین فرضیه‌ها این است که سرقیفی‌ها گروه خواهری دیگر شش‌پایان هستند و دم‌فنری‌ها و دودنبی‌ها در گروهی به نام ماهیچه‌ای‌شاخکانAntennomusculata قرار می‌گیرند.
دسته‌بندی کلی بنابر این بدین صورت است:
- درون‌آروارگان (Entognatha) شامل:
  - سرقیفی‌ها (Protura)
  - دم‌فنری‌ها (Collembola)
  - دودنبی‌ها (Diplura)

- برون‌آروارگان (Ectognatha) شامل:
  - حشرات (Insects)

- بیضی‌مانندها (Ellipura) شامل:
  - سرقیفی‌ها (Protura)
  - دم‌فنری‌ها (Collembola)

- دم‌داران (Cercophora) شامل:
  - دودنبی‌ها (Diplura)
  - حشرات (Insects)

- بی‌چشمان (Nonoculata) شامل:
  - سرقیفی‌ها (Protura)
  - دودنبی‌ها (Diplura)

- ماهیچه‌ای‌شاخکان (Antennomusculata) شامل:
  - دم‌فنری‌ها (Collembola)
  - دودنبی‌ها (Diplura)

تبارنمای زیر بر اساس پژوهش کی‌یر و دیگران (۲۰۱۶) است:

|  | دم‌فنری |
|  |        |
|  | سرقیفی |
|  |        |

|  | کهن‌آروارگان (سیخچه‌دُم‌های جهنده)                                  |
|  |                                                                 |
|  | \| \| یوغ‌تنان (بید کاغذ) \| \| \| \| \| \| بال‌داران \| \| \| \| |
|  |                                                                 |
|  | یوغ‌تنان (بید کاغذ)                                              |
|  |                                                                 |
|  | بال‌داران                                                        |
|  |                                                                 |

|  | یوغ‌تنان (بید کاغذ) |
|  |                    |
|  | بال‌داران           |
|  |                    |

|  | کهن‌آروارگان (سیخچه‌دُم‌های جهنده)                                  |
|  |                                                                 |
|  | \| \| یوغ‌تنان (بید کاغذ) \| \| \| \| \| \| بال‌داران \| \| \| \| |
|  |                                                                 |
|  | یوغ‌تنان (بید کاغذ)                                              |
|  |                                                                 |
|  | بال‌داران                                                        |
|  |                                                                 |

|  | یوغ‌تنان (بید کاغذ) |
|  |                    |
|  | بال‌داران           |
|  |                    |

|  | دم‌فنری |
|  |        |
|  | سرقیفی |
|  |        |

|  | کهن‌آروارگان (سیخچه‌دُم‌های جهنده)                                  |
|  |                                                                 |
|  | \| \| یوغ‌تنان (بید کاغذ) \| \| \| \| \| \| بال‌داران \| \| \| \| |
|  |                                                                 |
|  | یوغ‌تنان (بید کاغذ)                                              |
|  |                                                                 |
|  | بال‌داران                                                        |
|  |                                                                 |

|  | یوغ‌تنان (بید کاغذ) |
|  |                    |
|  | بال‌داران           |
|  |                    |

|  | کهن‌آروارگان (سیخچه‌دُم‌های جهنده)                                  |
|  |                                                                 |
|  | \| \| یوغ‌تنان (بید کاغذ) \| \| \| \| \| \| بال‌داران \| \| \| \| |
|  |                                                                 |
|  | یوغ‌تنان (بید کاغذ)                                              |
|  |                                                                 |
|  | بال‌داران                                                        |
|  |                                                                 |

|  | یوغ‌تنان (بید کاغذ) |
|  |                    |
|  | بال‌داران           |
|  |                    |

یک سنگواره احتمالی ناقص از حشره به نام Strudiella devonica از دوره دونین کشف شده است. این فسیل می‌تواند به پر کردن شکاف بندپایان از ۳۸۵ میلیون تا ۳۲۵ میلیون سال پیش کمک کند، اگرچه برخی از پژوهشگران با این دیدگاه مخالف هستند و پیشنهاد می‌کنند که این سنگواره ممکن است به جای آن نشان‌دهنده یک سخت‌پوست تجزیه‌شده یا غیر حشره دیگری باشد. در سال ۲۰۲۳، فسیل بندپایان شبیه به شش پا از سایت فسیلی دریایی اردویسین کسل بنک (Castle Bank) گزارش شده است، اگرچه به مطالعات بیشتری نیاز است.